# Monumento a la Araucanía
El Monumento a la Araucanía es una obra escultórica materializada en bronce, se ubica en la plaza Aníbal Pinto de Temuco (Chile), en la cual se aprecian cinco personajes de la historia de la Araucanía: una machi, un soldado de la Pacificación, un colono europeo, el poeta español Alonso de Ercilla, y el toqui Kallfúlikan (Caupolicán).
Fue creado por solicitud de la Municipalidad de Temuco, por ordenanza del Concejo Municipal el 3 de noviembre de 1987. Esta obra fue realizada por el pintor y escultor chileno Guillermo Meriño Pedrero y el escultor José Troncoso Cuevas en sus respectivos talleres en la ciudad de Temuco.

## Historia

### Origen del Monumento a la Araucanía
La necesidad de contar con un monumento que expresara la historia de la Araucanía, era un sentido anhelo de la comunidad desde hace muchos años. Al fin el 3 de noviembre de 1987, el alcalde de la comuna de Temuco, José García Ruminot, junto al consejo municipal y una comisión integrada por 25 representantes sociales y de la cultura se reúnen para seleccionar la obra más representativa de entre 4 proyectos de los escultores nacionales Arturo Hevia, Galvarino Ponce, Jorge Barba y Guillermo Meriño & José Troncoso. Finalmente resultaron galardonados con la adjudicación de la propuesta Meriño y Troncoso, ambos artistas, destacados profesores de la Escuela de Arte de la Universidad Católica de Temuco por su proyecto que superó la de los otros exponentes por lograr simbolizar en una obra de gran belleza plástica la esencia del espíritu de la Araucanía e Integración de las distintas culturas que componen la identidad de la Región a través de la historia.

### Ejecución de la obra
La Municipalidad de Temuco, mediante financiamiento aportado por el sector privado, Banco BHIF y Municipalidad el año 1989, realizó licitaciones separadas para la ejecución de las esculturas y fundición y otra para la construcción de obras civiles de la base. Se adjudicaron la ejecución de los originales y vaciado en bronce los escultores Guillermo Meriño Pedrero & José Troncoso Cuevas y la construcción de la base del monumento, la Empresa Constructora Constanzo.
Guillermo Meriño Pedrero y José Troncoso Cuevas son los autores intelectuales de la obra, trabajando en conjunto en la creación y diseño final del proyecto, materializado en una maqueta en arcilla Esc.1:10. y aprobado por la comisión técnica integrada por Antonieta Terraza, magíster en arte; Ziley Mora académico investigador; Manuel Nuñez, Arquitecto ITO, por las cuales la Empresa de fundición canceló el 10% de derecho de autor. 
El equipo de ayudantes del taller de escultura dirigido por los autores Guillermo Meriño y José Troncoso Cuevas fue integrado al comienzo por Edmundo Troncoso Retamal, luego por la modelo Esmérita Huiliñir, Ana Pedrero, Fidel y René Meriño, Jorge Pasmiño, Juan Barrera y Feledino Fernández.

## Concepción y significado de los personajes
La concepción estética de la obra se basa en el orden cosmogónico de la cultura mapuche que contempla cinco centros cardinales, los que establecen el orden estructural y de significado de cada uno de los elementos que componen la obra. Cada uno de estos centros fueron ordenados en movimiento espiral y distanciados geométricamente mediante proporción áurea.
Según su significado en el nivel superior de la base y  centro del espacio, se eleva en el quinto escalón de piedra, la “Machi”, vínculo principal entre el mundo sobrenatural, el mundo real y el humano, para conectar estos dos mundos, conocidos para el pueblo Mapuche como Wenu Mapu y Anka Wenu, catalizado a través del ritmo del kultrún, instrumento sagrado para este pueblo originario. En posición hacia el sol naciente, se ubica el toqui “Kallfú-likan” (Caupolicán) caudillo mapuche de la guerra de Arauco, en posición de ataque y mirada feroz, empuña su lanza resistiendo estoicamente y con bravura la defensa de su tierra con mirada amenazante. En dirección Norte, la presencia de “Alonso de Ercilla” portando un pergamino y una cruz católica, simboliza el intento de dominio español sobre esta región,el cual elogió al pueblo mapuche en los versos del poema épico "La Araucana” . En dirección Sur, se ubica el “Soldado de la Pacificación” en posición de descanso; representa la celebración del parlamento de 1871,

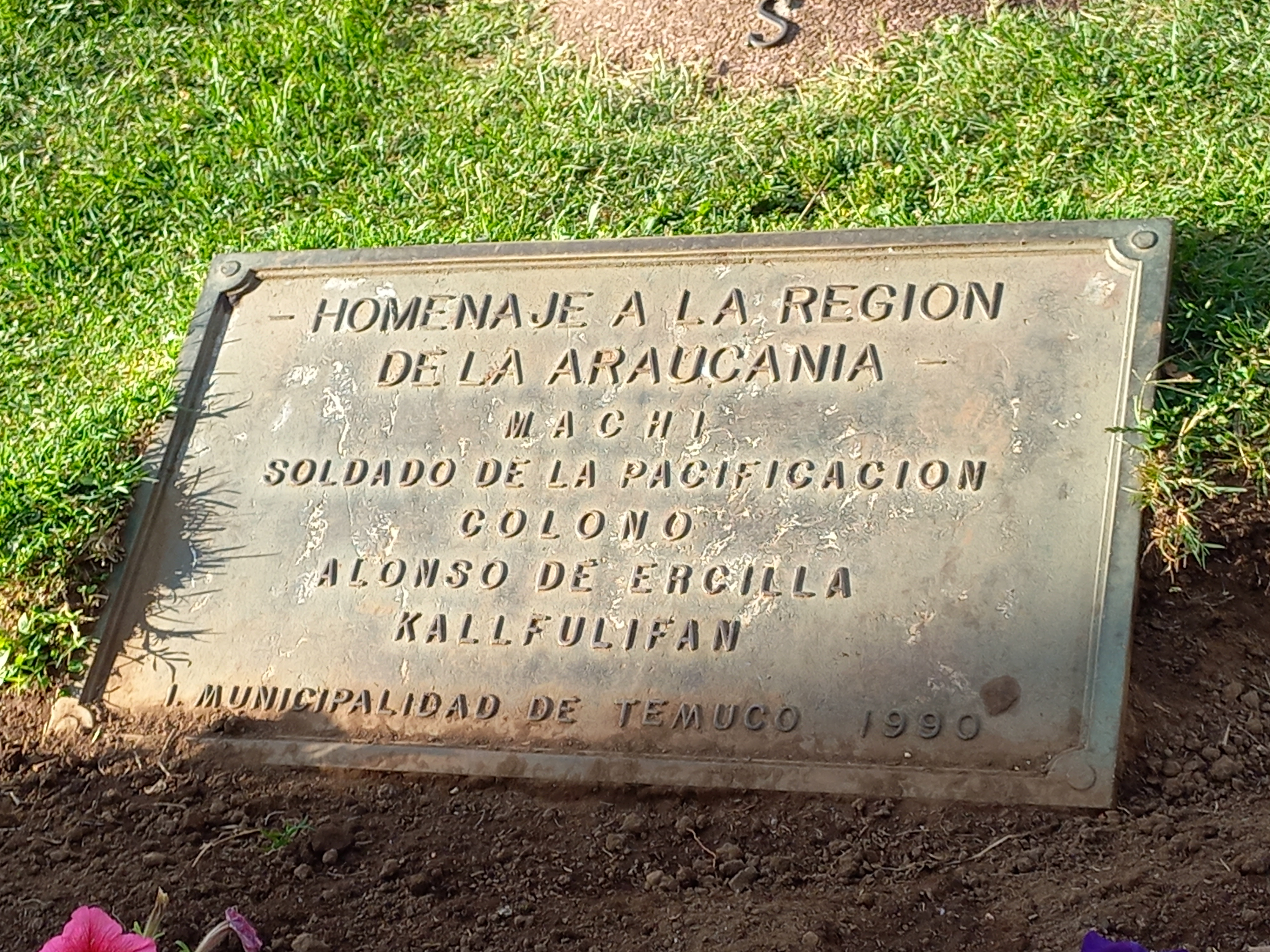
Placa conmemorativa Monumento Araucania

donde se establece la paz, la ocupación del territorio y la fundación de los fuertes de Carahue, Imperial, Temuco, Pillanlelbún, Lautaro y Curacautín. Finalmente el “Colono europeo sembrador”, ubicado en dirección al sol poniente. Demuestra en su posición el esfuerzo incansable por sembrando al voleo en los surcos regados de agua, representando a los colonos chilenos y europeos proveniente de Alemania, Suiza, Francia, Inglaterra, entre otros países más, llegados al país desde 1883 y quienes introducen nuevas técnicas, transformando la antigua frontera en una zona productiva agrícola y ganadera.
Este Monumento fue creado por sus escultores con la intención de ser emplazado al aire libre, idealmente en la subida del Cerro Ñielol o bien el cerro Conun Huenu. ubicado en la comuna de Padre Las Casas. Sin embargo, las autoridades de la época decidieron incorporar la obra como parte de la remodelación de la Plaza Aníbal Pinto, intentando primero instalarlo sobre la galería de arte que existe en el lugar, idea que fue desechada por problemas técnicos de soporte. Finalmente fue inaugurado en una ceremonia encabezada por Augusto Pinochet, quien - a propósito de esta actividad- realizó su última visita a Temuco antes de entregar el poder.